# Соловьёв, Николай Николаевич (геолог)
Николай Николаевич Соловьёв (род. 10 февраля 1942, Москва) — геолог, доктор геолого-минералогических наук (1993), Заслуженный геолог РФ.
В 1959 году окончил Московскую школу № 178. В 1961 году поступил, а в 1966 г. окончил Московский институт нефтехимической и газовой промышленности им. И. М. Губкина по специальности «Геология и разведка нефтяных и газовых месторождений». (недоступная ссылка)

## Научная деятельность
- С 1967 г. работает в ООО «Газпром ВНИИГАЗ».
- Начальник лаборатории дистанционных методов в геологии
- Главный научный сотрудник.
- С 1998 г. — заместитель заведующего кафедрой Фундаментальных основ газового дела ФАЛТ МФТИ .
- Участвовал в обосновании сырьевой базы газопроводов Средняя Азия — Центр, Бухара — Урал, открытии и освоении газовых месторождений Шатлык, Даулетабад-Донмез, Учаджи и др. в Каракумском нефтегазоносном бассейне.

## Научные труды
Автор более 150 опубликованных научных работ, в том числе:
- «Тектоно-динамический механизм дегазации подземной гидросферы при формировании залежей газа» (Доклады АН СССР, 1986, т. 286, № 4);
- «Дистанционные методы изучения тектонической трещиноватости пород нефтегазоносных территорий» (М.: Недра, 1988);
- «Тектонодинамические факторы принудительного углеводородного массообмена в подземной гидросфере осадочных бассейнов» (Сб.: Дегазация и генезис нефтегазовых месторождений. М.: ГЕОС, 2011).

## Награды и звания
- Заслуженный геолог РФ (2000 г.).
- «Почётный работник газовой промышленности» (2002 г.).
- Медаль «За трудовую доблесть» (1975 г.).

## Ученики
- Кузьминов Валерий Александрович
- Салина Любовь Сергеевна